# Lärbro landskommun
Lärbro landskommun var en kommun på norra delen av Gotland.

## Administrativ historik
I Lärbro socken inrättades denna landskommun när de svenska kommunalförordningarna trädde i kraft 1863. Vid kommunreformen 1952 slogs den samman med kommunerna Hall, Hangvar och Hellvi till en så kallad storkommun.
Landskommunens gränser ändrades flera gånger (årtal avser den 1 januari det året om inget annat anges):
- 1962 - Till Lärbro landskommun och Hangvars församling överfördes från Tingstäde landskommun och Tingstäde församling ett obebott område omfattande en areal av 1,08 kvadratkilometer land.[2]
- 1963 - Till Lärbro landskommun och Lärbro församling överfördes från Slite köping och Othems församling ett område med 2 invånare och omfattande en areal av 0,08 kvadratkilometer land.[2]
- 1963 - Från Lärbro landskommun och församling överfördes till Tingstäde landskommun och Tingstäde församling ett obebott område omfattande en areal av 0,02 kvadratkilometer land.[2]
- 1964 - Till Lärbro landskommun och Hangvars församling överfördes från Tingstäde landskommun och Stenkyrka församling ett obebott område omfattande en areal av 0,17 kvadratkilometer land.[2]
- 1964 - Från Lärbro landskommun och Lärbro församling överfördes till Slite köping och Othems församling ett obebott område omfattande en areal av 0,46 kvadratkilometer land.[2]
- 1964 - Från Lärbro landskommun och Hellvi församling överfördes till Fårösunds landskommun och Rute församling ett obebott område omfattande en areal av 0,01 kvadratkilometer land.[2]

1 januari 1971 bildades Gotlands kommun, varvid Lärbro liksom öns övriga kommuner och Gotlands läns landsting, upplöstes. När Lärbro landskommun upplöstes hade den 2 132 invånare.
Kommunkoden 1952-1970 var 0902.

### Kyrklig tillhörighet
I kyrkligt hänseende tillhörde landskommunen först Lärbro församling. Vid kommunreformen 1 januari 1952 tillkom församlingarna Hall, Hangvar och Hellvi. Sedan 2012 omfattar Forsa församling samma område som Lärbro landskommun efter 1952.

## Geografi
Lärbro landskommun omfattade den 1 januari 1952 en areal av 262,76 km², varav 259,38 km² land.

### Tätorter i kommunen 1960
| Tätort      | Folkmängd |
| ----------- | --------- |
| Lärbro      | 317       |
| Kappelshamn | 201       |

Tätortsgraden i kommunen var den 1 november 1960 21,6 procent.

## Näringsliv
Vid folkräkningen den 31 december 1950 var huvudnäringen för landskommunens (med 1952 års gränser) befolkning uppdelad på följande sätt:
- 42,3 procent av befolkningen levde av industri och hantverk
- 37,4 procent av jordbruk med binäringar
- 8,6 procent av samfärdsel
- 4,2 procent av handel
- 3,8 procent av offentliga tjänster m.m.
- 1,7 procent av husligt arbete
- 1,9 procent av ospecificerad verksamhet.

Av den förvärvsarbetande befolkningen (1 067 personer) jobbade bland annat 33,4 procent med jordbruk och boskapsskötsel och 23,9 procent i jord- och stenindustrin. 120 av förvärvsarbetarna (11,2 procent) hade sin arbetsplats utanför landskommunen.

## Befolkningsutveckling
Befolkningsutveckling i Lärbro landskommun 1870-1960

Stapeln för 1950 avser kommunens gränser efter reformen 1952.

## Politik

### Andrakammarval 1952-1968
Siffrorna är avrundade så summan kan vara en annan än 100.
| Parti          | 1952  | 1956  | 1958  | 1960  | 1964  | 1968  |
| -------------- | ----- | ----- | ----- | ----- | ----- | ----- |
| H              | 8,0   | 7,9   | 7,4   | 6,8   | 5,4   | 5,3   |
| C              | 27,8  | 24,7  | 29,4  | 29,0  | *     | *     |
| F              | 7,2   | 8,6   | 5,9   | 5,3   | *     | *     |
| KDS            | *     | *     | *     | *     | *     | 0,4   |
| MP             | *     | *     | *     | *     | 34,3  | 36,3  |
| S              | 56,7  | 57,0  | 57,2  | 57,0  | 60,3  | 58,1  |
| VPK            | 0,3   | 1,8   | *     | 1,8   | *     | *     |
| Giltiga röster | 1 371 | 1 336 | 1 270 | 1 306 | 1 258 | 1 309 |

### Mandatfördelning i valen 1938-1966
| 10 | 10 |

| 19 |

| 11 | 9 |

| 19 |

| 11 | 9 |

| 17 | 3 |

| 21 | 11 | 2 |  |

| 32 |

| 21 | 9 | 2 | 3 |

| 31 |

| 19 | 11 | 2 | 3 |

| 30 | 5 |

| 22 | 10 |  | 2 |

| 30 | 5 |

| 20 | 11 | 2 | 2 |

| 28 | 7 |